# Percée de Sedan
Seconde Guerre mondiale,
Bataille de France
Batailles
- Drôle de guerre
- Évacuation des civils de la ligne Maginot
- Mobilisation
- Offensive de la Sarre
- Baie de Heligoland
- Incident de Mechelen
- Plan Jaune
- Plan Dyle
- Luxembourg
- Ében-Émael
- Hannut

- Sedan
- Dinant
- Monthermé
- Givet
- La Horgne
- Gembloux
- Flavion
- Louvain
- Charleroi

- Stonne
- Montcornet
- La Sambre
- Arras

- L'Escaut
- Amiens
- La Lys
- Massacre de Vinkt
- Boulogne-sur-Mer
- Calais
- Poche de Lille
- Massacre du Paradis
- Abbeville
- Dunkerque
- Capitulation belge

- L'Aisne
- L'Ailette
- Opération Paula
- l’Exode
- Pont-de-l'Arche
- Opération Cycle
- Opération Ariel

- Les Alpes
- Vallon du Seuil
- Bombardement de Toulon
- Opération Vado
- La Loire
- Saumur
- La vallée du Rhône
- Bombardements de Marseille
- Menton (Pont-Saint-Louis)
- Combats aériens en Suisse
- Armistice du 22 juin

La percée de Sedan est une offensive majeure et décisive pendant la Seconde Guerre mondiale, lancée le 10 mai 1940 par la Wehrmacht depuis l'Allemagne en traversant le Luxembourg et la Belgique (province de Luxembourg) en direction de Sedan. Les troupes allemandes traversent le massif des Ardennes, jugé par l’État-major français difficilement franchissable. Du côté belge, nombre de destructions sont effectuées, mais du côté français, elles sont suspendues sur ordre du gouvernement français. Les blindés peuvent ainsi éviter les secteurs les mieux fortifiés de la ligne Maginot pour se faufiler à l'ouest de l'ouvrage de cette ligne le plus proche (l'ouvrage de La Ferté) qui se situe à environ 20 km de Sedan près de Carignan,.

## Stratégie d'ensemble
Depuis la déclaration de la guerre le 3 septembre 1939 par la France et le Royaume-Uni en réaction à l'invasion de la Pologne par les Allemands, aucune action d'envergure n'a été tentée par les belligérants. À part la timide offensive de la Sarre, du 7 au 21 septembre 1939, les Français restent à l'abri sur leur frontière (Drôle de guerre), les Allemands se regroupent à l'ouest après leur expéditive victoire à l'est en Pologne.

## Le dispositif franco-britannique
Du côté français et allié, sous l'autorité du général Gamelin, commandant en chef de la défense nationale, et du général Georges, commandant en chef du front Nord-Est, les forces sont réparties en trois groupes d'armées (GA) : face à la Belgique le GA no 1 du général Billotte, en Lorraine derrière la ligne Maginot le GA no 2 du général Prételat, enfin en Alsace et face à la Suisse le GA no 3 du général Besson.
En tout, 130 divisions y compris les neuf divisions du corps expéditionnaire britannique du général Gort intégrées au GA no 1. On peut ajouter à l'ensemble franco-britannique, le potentiel des forces belges et néerlandaises qui sont sur pied de guerre, armées de pays neutres qui ne basculent du côté des alliés qu'au moment de l'invasion allemande de leur territoire.

## Le dispositif belge
Du côté belge, en date du 9 mai 1940, l'armée compte 22 divisions, soit 616 000 soldats sous les drapeaux qui attendent l'attaque allemande, même si l'Allemagne n'a pas, jusque-là, déclaré la guerre à la Belgique. Cet effort de mobilisation est considérable. Mais si les effectifs sont importants, l'encadrement est insuffisant et la chaîne de commandement rigide, aux capacités de réaction lentes.
Cette masse s'étire suivant un arc de cercle de près de 500 kilomètres allant d'Anvers à l'Ardenne avec le renfort que représentent les fortifications du canal Albert et les ouvrages fortifiés. Le centre du pays est protégé également par la ligne KW, une ligne anti-chars constituée de barrières Cointet. Mais cette ligne en cours d'installation ne protège pas d'une attaque plus au sud, par les Ardennes.
Le commandant en chef de l'armée belge est le roi Léopold III.

## Le dispositif allemand
Du côté allemand, le Generaloberst von Brauchitsch est le commandant en chef de l'armée de terre (OKH) et son chef d'état-major est le général Halder. Ils disposent de 136 divisions en trois groupes d'armées (GA) : le GA B au nord, le GA A au centre, et le GA C au sud. Ces forces sont massées principalement dans la Ruhr, dans l'Eifel, face à l'Ardenne belge et au Grand-Duché de Luxembourg et, secondairement, face à la Lorraine et l'Alsace où des effectifs moins nombreux s'abritent derrière la ligne Siegfried -notamment en Sarre- face à la ligne Maginot. Cette ligne de fortifications est occupée par des troupes françaises de forteresse dont les stratèges allemands considèrent que, par destination, elles n'ont pas de valeur offensive.

## L'attaque
Le 10 mai 1940, à l'aube, la Wehrmacht déclenche une offensive avec le GA B du général Fedor von Bock en envahissant au nord les États neutres de Hollande et de Belgique. La violation de la neutralité belgo-hollandaise par ces deux armées allemandes constituant ce GA B (généraux Walter von Reichenau et von Klüchler respectivement 6e et 18e armées et fortes de 28 divisions dont trois Panzerdivisionen), provoque la manœuvre dite Dyle-Breda de la part des Alliés. Cette manœuvre engage une grande partie des forces du GA no 1 du général Billotte à la rencontre des forces allemandes car, en croyant à la réédition du plan Schlieffen d'août 1914, le général Gamelin, chef d'état-major (EM) français, engage aussi dès le premier jour de la bataille son armée de réserve, la 7e du général Giraud, qui doit se positionner à la frontière belgo-hollandaise près de la Dyle. La 1re armée du général Blanchard ainsi qu'une partie du corps expéditionnaire anglais vont soutenir les armées belges. Une partie de la 9e armée du général Corap prend position du saillant des Ardennes jusqu'à la trouée de Gembloux. La manœuvre Dyle-Breda engage toutes les meilleures unités d'active, constituées de divisions modernes, mobiles et bien équipées (3 divisions légères mécaniques, une division cuirassée et 5 divisions d'infanterie (DI) motorisée),.
Le reste du dispositif français au sud de la région de Givet jusque Longuyon est protégé par des éléments fixes d'une partie de la 9e armée et la 2e armée du général Huntziger constituée de divisions de série A ou B couvertes par des divisions mixtes à cheval et motorisées. Ce dispositif protège la jonction entre la ligne Maginot et la frontière belge. C'est le Xe corps d'armée (CA) du général Grandsard qui se trouve sur le secteur de Sedan au petit ouvrage de La Ferté. Ce corps regroupe la 55e DI, la 71e DI, la 3e division d'infanterie nord-africaine, 5e division légère de cavalerie (DLC), de deux bataillons de chars de combat (4e et 7e), du 12e groupe de reconnaissance de CA, de régiments d'artillerie, de compagnies de génie et toutes les unités d'intendance.
L'attaque au nord faisant croire au plan Schlieffen est un leurre car les stratèges allemands ont modifié leur plan au début de 1940 et font porter sur le secteur ardennais d'environ 150 km l'assaut principal au groupe d'armée du centre, le GA A du général Gerd von Rundstedt (la 4e de von Kluge, la 12e du général List, la 16e du général Busch et le groupement blindé von Kleist du général von Kleist) fort de 44 divisions dont 7 panzerdivisions.
Du côté belge, les forces principales sont massées entre l'Escaut et le nord de la province du Luxembourg belge. Au sud, le secteur de l'Ardenne belge est défendu par un double dispositif fondé sur les Chasseurs ardennais équipés de moyens motorisés et postés à des points choisis, complétés par les obstacles passifs que sont les ponts sautés, fossés, barricades et les obstacles actifs, les fortins de la ligne Devèze. Dans cette zone forestière et accidentée, les ressources du terrain aux routes étroites et sinueuses ont donc été mises à profit pour compenser l'infériorité numérique belge. Le but est de retarder l'offensive des chars allemands afin de permettre aux troupes françaises de l'Ardenne de se préparer au choc ennemi en entrant en Belgique pour se positionner sur la Meuse à la droite de l'armée belge. C'est le plan du grand état-major français et du général Gamelin selon lequel l'Ardenne est peu favorable à des mouvements rapides de forces blindées. Ce procédé est déjoué par l'ennemi qui procède par pointes offensives sans se soucier de réduire d'abord tous les points de résistance, préférant les dépasser pour s'enfoncer dans les lignes alliées dans le but de les désarticuler en surprenant leurs arrières. Il reste que les Chasseurs Ardennais jouent un rôle indéniable à Bodange, Martelange et Chabrehez. Mais cet effort est limité à des actions de retardement puisque les Allemands s'extirpent de l'Ardenne belge le deuxième jour de leur offensive alors que le grand état-major de l'Oberkommando der Wehrmacht prévoyait seulement une journée pour la traversée. Or, pour éviter tout risque de retard, le maréchal Göring avait convaincu les généraux d'improviser, dès le premier jour, une opération aéroportée non par parachutages ou par des planeurs, mais en faisant déposer 200 hommes par avions légers dans la région de Nives et Witry, sur les arrières des Chasseurs. Mais l'opération connaît un échec partiel : certains pilotes, désorientés sous le feux venu du sol, disperse les Allemands, et le capotage de quelques appareils atterrissant sur un sol difficile cause des pertes humaines. Néanmoins, les rescapés parviennent à couper des lignes téléphoniques avant d'être dispersés par des chars légers belges, de se heurter aux chars de la cavalerie française venant occuper Neufchâteau, puis de rallier finalement l'offensive allemande au sud du Luxembourg belge. D'autre part, le dédale ardennais parsemé d'obstacles par le génie de l'armée belge joue un rôle passif complémentaire contre les Allemands. Ainsi que le relate un témoin allemand : « les Belges reculent lentement en combattant sans trêve et les destructions sont faites de main de maître, aussi bien pour les routes que pour les ponts ». Le plan belge est de se replier le 11 dans un mouvement prévu de longue date avec le haut commandement français. Aussi, les Allemands ne se trouvent-ils au contact des positions françaises que le 12 mai, entamant d'emblée la traversée de la Meuse, en avance sur le délai prévu par le commandement franco-belge. Celui-ci avait estimé que, dans le cas d'une percée en Ardenne, les Allemands auraient à s'organiser pendant deux jours supplémentaires avant d'être en mesure de vouloir franchir la Meuse.
Plus au sud, les Allemands rencontrent d'ailleurs dans le sud du Luxembourg belge les blindés légers français du groupe d'armée no 1 qui y perdent une moitié de leur effectif avant de se retirer sur leur base de départ dans la région de Sedan. En fait, les Allemands peuvent commencer l'assaut des positions françaises à l'ouest de Sedan le 13. C'est là qu'a lieu la percée décisive de la Wehrmacht venant en plus des opérations de percée plus au nord de la Meuse. C'est avec un jour d'avance sur la prévision de l'état-major français, qui s'était donné quatre jours pour être prêt à affronter les Allemands lorsqu'ils tenteraient de passer la Meuse.
La traversée de l'Ardenne belge en deux jours, plus un troisième pour aborder la Meuse, est une surprise totale pour l'état-major français, dit-on[Qui ?]. Pourtant, dans ses mémoires parus à Paris en 1946, le général en chef Gamelin reconnaît avoir été averti que le plan de l'offensive allemande passait par l'Ardenne grâce à ses liaisons secrètes avec le roi des Belges Léopold III qui centralisait les renseignements des services secrets belges. Et ceux-ci sont corroborés par l'attaché militaire français en Suisse. D'ailleurs, à partir de l'automne, le général belge Raoul Van Overstraeten, conseiller militaire du roi, était en rapport avec l'attaché militaire français à Bruxelles, surtout pour lui communiquer, en janvier 1940, la teneur de documents tactiques révélateurs saisis dans un avion allemand égaré au-dessus de la Belgique qui avait fait un atterrissage forcé à Mechelen-sur-Meuse.

## Prémices de la percée
Le 10 mai, alors que toute l'attention de l'état-major français est monopolisée par la grande bataille qu'il prévoit en Belgique centrale et ordonne la manœuvre Dyle-Bréda, d'importantes divisions blindées (DB) allemandes accompagnées de troupes d'élite motorisées traversent le Luxembourg et le sud de la Belgique orientale alors qu'aucune déclaration de guerre n'a été faite, ni par un message radio ni par un ambassadeur ou un plénipotentiaire. Les Allemands faufilent leurs divisions blindées entre les défenseurs et les obstacles anti-chars en fonçant vers le secteur français de Sedan. Mais les stratèges français ne croient pas à un danger dans ce secteur à bref délai (même si leur opinion avait évolué depuis la révélation faite par le GQG belge des plans allemands saisis en janvier dans un avion de l'état-major allemand forcé d'atterrir en Belgique après s'être égaré). De toute façon, les plans étaient faits et on ne pouvait changer ceux-ci à bref délai en réorientant à temps la lourde machine de guerre française. D'ailleurs, les effectifs manquaient pour cela. Aussi la charnière entre la ligne Maginot et la frontière belge est fort mal défendue par des troupes ayant une valeur combative inférieure à celle des armées françaises qui sont parties se déployer en Belgique au nord-ouest du futur théâtre principal des opérations, le secteur de Sedan. Les troupes de ce secteur sont composées de réservistes, au moins trentenaires, mal entraînés et sous équipés en matériels modernes, notamment en DCA et canons antichars.
La stratégie française est guidée par une doctrine erronée de l'état-major français qui considérait, de longue date, que le massif ardennais était infranchissable par des blindés. Bien que l'état-major belge se soit rallié à cette conception, une crainte était née que l'armée allemande tente malgré tout d'attaquer par l'Ardenne, cela sur la foi des renseignements fournis par l'espionnage. Confirmant cela, les panzers allemands attaquent en effet par l'Ardenne, mais ils n'en sortent que le deuxième jour de leur offensive grâce à la résistance des troupes d'élite de l'armée belge, les Chasseurs ardennais. En même temps, échouait une tentative allemande d'attaque à revers du front belge de l'Ardenne exécutée par des troupes déposées par des avions légers tout terrain Fieseler Storch, opération dénommée Niwy par l'état-major allemand d'après le nom des localités de Nives et de Witry. Mais l'affaire se ramène à des coupures de lignes téléphoniques devant une contre-attaque de chars légers belges, puis de l'arrivée de chars français qui oblige les aéroportés à se replier vers le sud-est, laissant le champ libre au repli belge venant de la frontière est.
Quand l'attaque allemande sur Sedan commence, le 12 mai, les troupes de second rang de ce secteur ne sont pas prêtes à résister efficacement, alors que leur commandant, le général Huntziger, a eu deux jours pour organiser sa défense et que des renseignements belges transmis au grand état major français depuis plusieurs mois annonçaient une stratégie allemande axée vers le sud de l'Ardenne. Ces informations étaient d'ailleurs confirmées par les attachés militaires français en poste à l'étranger.
Pour le général Delmas, dans son article « les trois premières semaines de guerre, 10 mai-3 juin 1940 », c'est la conséquence d'une doctrine que résume cette phrase du maréchal Pétain dans les années 1930, « si des armées importantes s'aventurent dans le massif ardennais, on les pincera à la sortie »,. Cette prophétie ne se réalisera pas, excepté localement avec l'échec de l'opération Niwy déployée en arrière des régiments belges dans le sud de la province du Luxembourg. Ces fantassins allemands, déposés par des avions légers tout terrain, sont forcés de se replier vers le sud-est, se heurtant à des blindés de la cavalerie française près de Neufchâteau avant de refluer vers le sud-est afin de rejoindre le gros de l'offensive de la Wehrmacht. Ainsi que l'explique dans ses mémoires Verlorene Siege, p. 123, le général Von Manstein, l'opération Niwy est pour les Allemands un échec local, si ce n'est qu'elle a entraîné des coupures de lignes téléphoniques et une perturbation certaine des arrières de l'armée belge dans le Luxembourg belge. Cet échec démontre que les Allemands auraient pu connaître de sérieuses difficultés si l'on avait voulu leur opposer une occupation plus dense du Luxembourg belge afin de pouvoir s'opposer à leurs offensives pointues mais vulnérables. Pour l'armée belge, c'est le début d'une campagne, la Campagne des 18 jours avec sa fin inéluctable devant la puissance allemande, tout comme pour les alliés franco-anglais rapidement surclassés par la tactique allemande de percées étroites et profondes qui désarticulent leur dispositif.
Dès l'aube du 10 mai 1940, au commencement de l'attaque en Ardenne, le général Huntziger utilise ce qu'il possède de plus puissant, le Xe CA est mis en alerte et la 3e brigade de spahis, la 5e DLC et la 1re brigade de cavalerie (en) représentant une quarantaine de chars légers sont lancés en Belgique. Mais, après avoir mis plus d'une journée pour venir à bout du « rideau » belge, les blindés allemands repoussent les blindés légers français qui résistent méthodiquement en perdant la majorité de leurs chars. Et le 11 mai, la 1re Panzerdivision (PzD) atteint la rivière Semois, affluent de la Meuse. Les chars français survivants se positionnent derrière la rivière, mais le lendemain 12 mai, quarante-huit heures après avoir déclenché l'offensive, les Allemands passent à l'attaque sur tous les fronts depuis le nord de la Belgique jusqu'à Sedan.
Mais les troupes françaises de Sedan ne sont manifestement pas prêtes à résister à la Wehrmacht et elles vont combattre en ordre décousu. Et dès le 12 mai, les allemands de la 10e PzD traversent la rivière Semois dans le secteur de Cugnon/Herbeumont et joignent la Meuse, au sud de Sedan, dans la soirée. La 1re PzD établit une tête de pont dans la nuit du 11 au 12 à Mouzaive en suivant le repli de la 3e brigade de Spahis et traverse la Semois à 6 h du matin, prenant de flanc la 5e DLC qui ignore le retrait des Spahis. Les forces aériennes françaises attaquent le pont de Bouillon dans la matinée sans parvenir à le détruire. L'artillerie lourde située sur le secteur de Sedan intervient aussi pour essayer de stopper la progression des troupes allemandes et protéger la retraite des troupes françaises intervenues dans le sud du Luxembourg belge. Ces dernières repassent la Meuse le 12 mai sous le pilonnage incessant de l'aviation allemande. Les Allemands poursuivent leur avancée. Le Kampfgruppe Krüger, formé des Panzer-Regiment (PzR) 1, I/SR 1, III/SR 1 et II/AR 73 traverse la Semois à Bouillon. Attaqué, sans succès, à plusieurs reprises, il parvient finalement à maintenir ses positions à la maison fortifiée « La Hatrelle ». Le Kampfgruppe (KG) Keltsch, formé des II/PzR 2, II/SR 1, I/AR 73 et Kradschtz btl 1 rencontre des fortifications françaises (maisons fortes) au nord de Saint-Menges qui se rendent après un rapide combat. À 14 h 30, Saint-Menges est pris et les premiers éléments du KG Keltsch fondent sur Sedan via Floing. Lorsque les premiers éléments rejoignent la Meuse, l’artillerie lourde française ouvre le feu et les ponts sur la Meuse sont détruits. En fin de soirée, tous les éléments de la division se trouvent à Sedan. Fleigneux est sécurisé avant la nuit. Pendant la nuit, les forces allemandes préparent la traversée de la Meuse. La 2e PzD traverse la Semois à Vresse-sur-Semois mais prend du retard et n’arrive à Sedan qu’après les deux autres divisions.
Près de 300 chars, 3 000 véhicules et 10 000 hommes se dirigent droit sur Sedan. Ils sont suivis de forces bien plus importantes encore et destinées à déferler sur la France, une fois la percée accomplie.
Toute la population civile du secteur de Sedan reçoit l'ordre d'évacuer dans les villes de repli en dessous de la Loire selon les plans d'évacuation prévus.
Le 12 mai, le haut commandement français comprend que l'attaque principale est dirigée sur Sedan et non vers la Belgique du nord, comme en août 1914 avec le plan Schlieffen. Déjà prévenu de cette possibilité en janvier, le généralissime et l'état-major gardent leur calme, estimant qu'il faudra encore deux jours aux Allemands pour concentrer les troupes et surtout l'artillerie nécessaire avant de vouloir commencer à forcer le passage de la tranchée de la Meuse, selon les méthodes traditionnelles de la guerre précédente. Ce délai paraît suffisant pour rappeler une partie des forces lancées en Belgique afin de les disposer avec les Belges, le long de la Meuse, considérée comme un excellent fossé anti-chars. Mais les Allemands appliquent le plan jaune dit Fall Gelb.
Le plan jaune est le résultat d'une réflexion du général von Manstein soumise à Hitler en février 1940. Ce dernier, qui avait envisagé une stratégie similaire, adopte l'idée et la fait mettre en œuvre par son état-major. Ce plan vise à leurrer l'état-major français en simulant l'attaque principale contre les Pays-Bas et la Belgique afin d'y attirer les meilleures unités françaises et britanniques à la rescousse des armées belge et hollandaise. Ce plan très audacieux est fondé sur la rapidité. Il vise à éliminer d'emblée les faibles Pays-Bas pour percer les Belges par des moyens inattendus (troupes aéroportées, nouveau type d'explosif), tout en attirant les meilleures armées françaises pour les surprendre de flanc en plein mouvement afin de pouvoir les morceler, ainsi que les Belges, et en y ajoutant les Anglais avant que ceux-ci se soient renforcés. Le but : désarticuler les forces alliées en Belgique afin de les empêcher d'intervenir au sud où se déroule la véritable offensive, celle qui fonce vers la mer afin de couper les forces franco-belgo-anglaises du nord des forces françaises restées en France et qui sont les plus faibles. Celles-ci, confrontées à une attaque à Sedan, devaient, selon les prévisions allemandes, succomber rapidement. C'est ce qui arrivera et c'est l'origine d'un des plus grands désastres militaires de la France,.

## Les forces françaises et allemandes en présence
La région de Sedan se trouve pratiquement à la charnière de deux secteurs de la ligne Maginot, le secteur fortifié de Montmédy à l'est et le secteur défensif des Ardennes au nord-ouest.
En 1933, lors de l'avènement au pouvoir d'Hitler, les forces allemandes sont quasi inexistantes. Dans les années suivantes, elles ont grandi trop vite et, malgré l'équipement moderne des unités d'élite, le gros des troupes est à l'unisson des armées françaises. Cependant, les stratèges allemands vont utiliser le défaut de la cuirasse française, les forces attaquant le 10 et le 13 mai 1940 agissent dans une tactique d'ensemble et sont bien équipées et soutenues par une forte concentration aérienne. Face à eux à Sedan, les Français vont leur opposer des troupes à la combativité incertaine. Certaines montreront beaucoup de valeur, d'autres se débanderont presque sans combattre. L'aviation française, quant à elle, est en pleine restructuration et ne peut aligner un nombre suffisant de chasseurs et encore moins de bombardiers pour s'opposer à l'avancée allemande. Placée sous l'autorité de l'armée de terre, elle ne dispose pas d'une autonomie de décision suffisante et se révèle incapable de concentrer des avions de manière suffisante pour endiguer l'assaut allemand.
Côté français, la région est défendue par la 2e Armée (secteur de Longuyon jusqu'aux environs de Donchery) commandée par le général Huntziger et la 9e armée (secteur de Donchery jusqu'à Dinant en Belgique) du général André Georges Corap. La vallée de la Bar, un petit affluent de la Meuse, matérialise la limite des deux secteurs, l'attaque allemande va se concentrer quasiment à la jonction de ces deux armées composées essentiellement d'unités d'infanterie de faible valeur militaire. En arrière, dans la région de Chalons-sur-Marne la 3e division cuirassée (équipée principalement de chars B1) est disposée en réserve.
Le secteur de Sedan (Dom-le-Mesnil, Remilly-Aillicourt) en suivant le cours de la Meuse rive gauche est défendu par la 55e DI du général Lafontaine, formée essentiellement de troupes d'infanterie de 2e réserve dont beaucoup de soldats sont originaires de la région. La 55e DI est composée de réservistes de classes anciennes, très mal instruits, et de 4 % d'officiers d'active.
Leur armement est incomplet, il n'y a pas de canon de 25 dans les régiments d'infanterie (RI), on déplore aussi des déficits en matériel de topographie et d'observation, en habillement et les approvisionnements sont incomplets. Malgré quelques efforts pour améliorer l'instruction (envoi des régiments dans la zone arrière du CA), celle-ci reste rudimentaire. Au 10 mai 1940, les unités sont à 80 ou 85 % de leur effectif théorique (nombreux permissionnaires). La dotation en mines antichars n'est pas réalisée. L'armement en canons antichars de 25 mm est incomplet au 147e régiment d'infanterie de forteresse (RIF) et au 11e BM et inexistant dans les régiments organiques de la division.
La trouée de Sedan, terre d'invasion traditionnelle notamment en 1870 et 1914, n'est donc que trop négligée. Pour les Allemands, Sedan est une ville symbole de victoire. En outre, beaucoup de stratèges allemands comme Guderian ont séjourné à Sedan pendant la Première Guerre mondiale, c'était une zone d'instruction allemande derrière le front, ils connaissent bien cette contrée et Guderian plus particulièrement encore.
Le secteur de Sedan est divisé en trois sous-secteurs : Villers-sur-Bar, Frénois et Angecourt. Le 10 mai, des unités françaises accomplissent un ordre du général Huntziger qui modifie le dispositif de défense en place, ce qui engendre de nombreux bouleversements et des mouvements de troupes et de leur matériel. En effet, la 71e DI auparavant postée en réserve vient s'intercaler entre la 55e DI et la 3e DINA (division d'infanterie nord-africaine) dans le secteur Noyers-Pont-Maugis, au Nord de Mouzon, rive gauche de la Meuse et de son affluent la Chiers. La 3e DINA se repositionne sur le secteur restant jusqu'à l'ouvrage de La Ferté.
Beaucoup d'unités changent de position et de cantonnement, elles doivent aussi remettre en place les postes de tir et aussi se réadapter au nouveau terrain. La 71e DI en particulier, qui vient s'intercaler entre la 55e DI et la 3e DINA, doit s'accoutumer au terrain et aux positions. Le mouvement des troupes se termine le 12 mai mais encombre les routes et s'effectue dans la confusion suscitée par l'évacuation des populations civiles belges, puis sedanaises. Cela ne facilite pas une mise en place rapide des régiments. En outre, l'attaque allemande se passe en fin de semaine pendant le week-end de Pentecôte et il y a de nombreux permissionnaires, en particulier dans la 71e DI, qui n'ont pas tous rallié leurs unités. Les militaires qui rejoignent leurs compagnies doivent souvent rechercher où elles se trouvent.
Le poste de commandement (PC) principal du général Lafontaine se trouve dans la commune de Raucourt-et-Flaba située à environ 10 km au sud de Sedan et le PC de combat est installé au lieu-dit Fond Dagot à côté du village de Bulson. Le PC de la IIe Armée se trouve à Senuc, un village près de la ville de Vouziers.
Le long du cours de la Meuse, des ouvrages fortifiés, casemates et fortins en béton armé ont été construits dès 1938 et surtout lors de la drôle de guerre. Ces ouvrages sont, en quelque sorte, un prolongement du secteur fortifié de Montmédy, là où s'arrête matériellement la ligne Maginot. Mais ces ouvrages fortifiés sont construits par de la main-d'œuvre militaire fournie par la troupe en garnison à Sedan et sont mal conçus : il n'a pas été prévu de disposer les postes de tir pour qu'ils puissent se couvrir mutuellement et leur face arrière n'a pas de meurtrière pour une défense en cas d'encerclement. En tout, 62 ouvrages ont été construits entre Donchery et Noyers-Pont-Maugis sur la rive gauche de la Meuse mais si le gros-œuvre est achevé, beaucoup ne sont pas totalement terminés. La construction de nombreuses casemates en béton armé a été entreprise dès la déclaration de guerre mais l'hiver rude de 1939-1940 a retardé les travaux. Le 13 mai, certaines sont tout juste décoffrées et encore remplies de gravats. L'équipement et les finitions sont aussi disparates : peu d'ouvrages sont équipés correctement et ils n'ont pas leur livrée de camouflage, le béton est d'une clarté étincelante et aisément repérable sur les coteaux et les vertes prairies. Certains n'ont même pas de portes blindées, aucun bloc ne possède d'armement adapté, ceux en place en mai 1940 sont fournis par les unités affectées aux blocs.
Les lignes de défense manquent de profondeur et de cohérence, des fossés anti-chars aménagés par les troupes se sont pratiquement rebouchés lors des intempéries automnales, les berges de Meuse ne sont pas protégées par des fils barbelés, les tranchées ne sont pas reliées entre elles. Mais la plus grande lacune réside sans doute dans l'absence de tout champ de mines. Les troupes ne disposent que de peu de mines, mais même ce peu ne sera pas utilisé. Les fantassins sont cependant soutenus par une importante artillerie (canons de 75, 105 et 155 mm) soit un peu plus de 200 pièces qui se trouvent sur un secteur au sud de Sedan entre les villages de Frénois et Bulson dans la forêt de la Marfée, et sur Cheveuges, Chéhéry et Chémery-sur-Bar. Toutes les transmissions se font par lignes téléphoniques enterrées et non par radio.
Malgré de nombreuses interrogations du rapporteur de la commission de la défense nationale à la chambre des députés, Pierre Taittinger, sur la défense de ce secteur, les autorités militaires les Généraux Gamelin et Huntziger, ont négligé cet endroit stratégique. Dès le 10 mai 1940, les observations aériennes des Alliés indiquent que de nombreux blindés et des troupes allemandes s'acheminent en direction du massif ardennais mais l'état-major français ne renforce pas le secteur de Sedan. Or, dès le 14 janvier, était venu de Belgique un avertissement en provenance du conseiller militaire du roi Léopold, le général Raoul Van Overstraeten. Celui-ci révélait à l'attaché militaire français à Bruxelles que des plans saisis dans un avion allemand de liaison de l'OKW, égaré et tombé en Belgique le 10 janvier, contenaient des renseignements sur des attaques de troupes de choc sur les ponts de la Meuse et, surtout, une offensive par Bastogne, en pleine Ardenne. Ainsi, si cet objectif sera reporté plus au sud par l'État-major allemand, la direction générale du plan d'attaque allemand n'en est pas moins connue. Et le 8 mars, c'est le roi en personne - qui a des contacts secrets avec le général en chef français Gamelin, comme celui-ci le révèlera dans ses mémoires, - qui prévient celui-ci que l'attaque viendra par l'Ardenne, comme le confirmeront les avertissements des attachés militaires en Allemagne et aussi de l'attaché militaire français en Suisse.
Les Allemands ont compris l'importance stratégique du secteur sud des Ardennes: des troupes d'élite de haute valeur militaire, très aguerries et entrainées, vont se concentrer pour attaquer le sous-secteur de Frénois entre Donchery et Wadelincourt. En fer de lance suivies de troupes d'assaut, les 1re, 2e et 10e PzD du général Guderian se dirigent vers Sedan. Le plan d'attaque va se focaliser sur une zone de 5 km à vol d'oiseau (10 km en suivant le cours de la Meuse) entre les villages de Donchery et de Wadelincourt situés de part et d'autre de la ville de Sedan. Sur les sept DB du GA A, trois sont concentrées sur le secteur de Sedan, la 1re DB, renforcée du régiment Grossdeutschland, passera à l'ouest de Sedan, là où le gouvernement français avait ordonné de surseoir à toute destruction préventive de ponts, entre Glaire et Torcy, la 2e à Donchery, et la 10e passeront par Wadelincourt,.

## La percée de Sedan

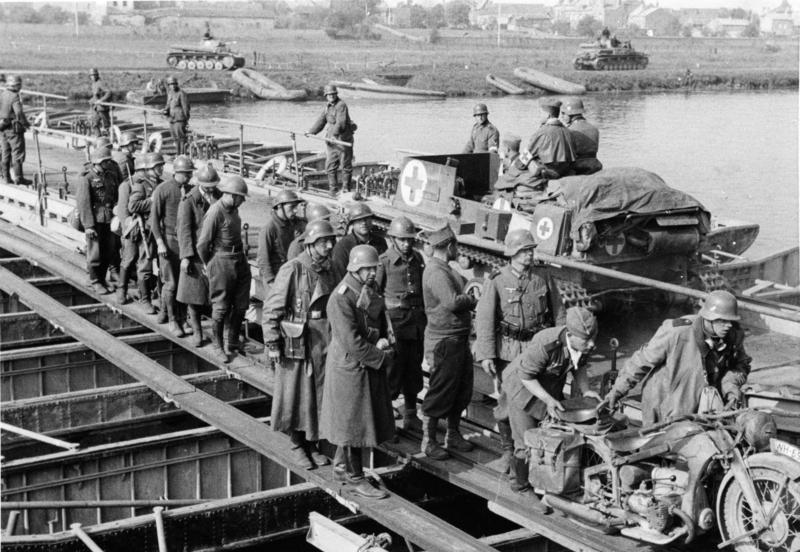
Des éléments du 1er régiment de Panzer du 1re Panzerdivision et des prisonniers de guerre sur un pont flottant sur la Meuse à Floing le 14 mai 1940.

La percée de Sedan commence le 12 mai. Après être venues à bout de la résistance belge dans le Luxembourg belge, les avant-gardes allemandes sont tout près de la frontière belgo-française (à environ 15 km de Sedan) quand tous les ponts du secteur de Sedan sont enfin détruits en fin d'après-midi. L'armée française repliée attend l'assaut allemand sur la rive gauche de la Meuse.
Le lundi 13 mai à l'aube, les observateurs français voient de nombreuses colonnes allemandes apparaître à la lisière des forêts au nord de Sedan. L'artillerie française intervient et tire efficacement, gênant un instant la progression des troupes allemandes.
La riposte allemande ne vient pas d'un duel d'artillerie comme lors de la Première Guerre mondiale mais d'un bombardement aérien nettement plus massif que les jours précédents. Plus de 1 500 avions du Ier et IIe Fliegerkorps vont supporter cet assaut durant la journée. On comptera 600 bombardiers (He 111, Do 17, Ju 88), 250 Ju 87 Stukas, 500 chasseurs Me 109 et 120 chasseurs Me 110, réalisant 1 215 sorties d’attaque au sol.
À 7 heures, des Dornier 17 préparent l’attaque allemande pour traverser la Meuse à Sedan. La préparation par bombardement va durer plusieurs heures, causant une nette diminution des tirs d’artillerie français. Les hommes doivent se mettre à l’abri, le fracas des explosions continues est terrible, les hurlements des sirènes des Stukas mettent les nerfs à rude épreuve. Le pilonnage va avoir une part prépondérante dans la réussite du franchissement de la Meuse.
Des Dornier, Heinkel et Junkers envahissent le ciel et s'acharnent méthodiquement sur tous les dispositifs de défense français, les bombardiers sont protégés de la chasse aérienne française et anglaise par des Messerschmitt Bf 109. L'aviation alliée, engagée sur tous les autres secteurs, semble absente du ciel selon des témoignages oculaires mais, en réalité, le peu de chasseurs qui ont échappé aux Allemands se sacrifie sans résultat positif.
Par vagues de 40 à 50, les Heinkel et Dornier bombardent pendant des heures la ville de Sedan puis les abords des casemates, fortins situés sur les coteaux de Meuse. De Dom-le-Mesnil à Frénois jusque Noyers-Pont-Maugis, toutes les fortifications et lignes de défense sont attaquées par des groupes de neuf bombardiers guidés par des avions de reconnaissance Fieseler Fi 156. Les points les plus visés sont Wadelincourt, Frénois et le lieu-dit Bellevue ainsi que les 4e et 6e batteries avancées du 99e régiment d'artillerie (RA) du village de Frénois, du mont de la Croix-Piot, de Cheveuges, les batteries d'artillerie lourde de la Marfée et celles situées en arrière du front. Les pièces de 75 mm situées à Frénois et sur le mont Piot sont détruites dès les premières minutes du bombardement,.
Aussitôt délestés de leurs bombes, les bombardiers repartent et sont remplacés par d'autres. Les pilonnages sont exécutés méthodiquement par tranche de terrain sur tous les ouvrages de défense, points d'appui, observatoires, postes de combat et batteries d'artillerie avancées. Le lieutenant-colonel Laffont, commandant le sous-secteur de Villers-sur-Bar, reçoit selon son témoignage plusieurs centaines de bombes à proximité de son PC de Moulin-Mauru.
De courts répits entre les vagues ne permettent pas aux Français de se réorganiser ni de réagir efficacement. Car aussi s'alternent par vagues quelque 200 bombardiers en piqué Stukas Ju 87 qui ajoutent avec leurs sirènes hurlantes un effet démoralisateur et angoissant pour les défenseurs. Dès qu'un objectif est repéré par les avions de reconnaissance, il est systématiquement attaqué par les Stukas de plus en plus nombreux. Selon de nombreux témoignages, chaque combattant avait l'impression d'être visé personnellement par l'avion qui piquait sur sa position. L'artillerie anti-aérienne française tente d'intervenir mais la dotation en petites quantités sur ce secteur et surtout inadaptée à tirer sur les bombardiers en piqué ne réussit pas à libérer le ciel. En outre, les batteries de DCA françaises sont tout de suite attaquées par des nuées de Stukas dès qu'elles sont repérées par les avions de reconnaissance.
La maîtrise des airs permet aux chars et canons autotractés allemands d'arriver pratiquement sans pertes en bordure de la Meuse. Malgré l’ampleur des bombardements, aucune casemate n'est complètement détruite et on ne déplore que peu de victimes. Cependant, beaucoup d'ouvrages bétonnés sont recouverts de terre, les créneaux sont obstrués, les armes faussées, de nombreux abris de fantassins sont touchés, parfois pulvérisés, les batteries de 75 sont soit détruites soit bouleversées.
L'effet moral du pilonnage sur les troupes se terrant est considérable. Le système défensif est désorganisé, les lignes téléphoniques enterrées sont arrachées, les installations radio détruites. Durant l'attaque des avions, les blindés allemands sur la rive droite de la Meuse commencent à harceler les embrasures des casemates par des tirs directs qui aveuglent les défenseurs ; toutefois, la plupart de celles-ci résistent bien sous les bombardements aériens et terrestres,.
Les objectifs arrière sont aussi visés : les batteries d'artillerie lourde afin d’éviter qu'elles n’immobilisent les assauts par leurs tirs. Ni le PC de CA du général Grandsard à La Berliére, ni ceux de l'artillerie de CA à Flaba près de Raucourt et de la 55e division à Font-Dagot près de Bulson ne sont épargnés. Pas plus que les quartiers généraux (QG) de la 55e division à Raucourt, de la 71e à Beaumont. Tous les PC régimentaires sont aussi attaqués par des Stukas ainsi que l'arrière immédiat du front, empêchant la progression de troupes de soutien. Seul le PC de la IIe armée à Senuc est épargné.
De Flize à Bazeilles en suivant la Meuse soit sur environ 15 km et sur une profondeur de 30 km, les appareils allemands ont bombardé méthodiquement le dispositif de défense.
L'artillerie allemande vient renforcer l'attaque en tirant des collines du versant droit de la Meuse. Pendant le bombardement, onze bataillons d'assaut arrivent et s'amassent sur la rive droite de la Meuse et se préparent à passer à l'offensive,.
Depuis plusieurs heures, à l'orée de la Marfée sur les hauteurs du village de Frénois, le PC de combat du 147e RIF où se trouve le lieutenant Michard est soumis à un important pilonnage et est complètement isolé, plus de lignes téléphoniques pour pouvoir coordonner la riposte des casemates ni de possibilité d'envoyer des liaisons à pied. Peu à peu, les explosions s'espacent et les avions disparaissent. Selon Michard, il a l'impression de sortir d'un rêve, souffrant d'acouphène et, malgré le soleil de mai, il ne voit plus rien car les fumées noirâtres et denses couvrent tout le sous-secteur de Frénois. Une nouvelle phase de la bataille commence.
Pendant l'attaque aérienne, une concentration immense de véhicules allemands de toute sorte s'est réalisée dans Sedan, Donchery, Saint-Menges, Floing. Des camions chargés d'hommes et de matériel se regroupent et se préparent à l'assaut.
Vers 16 heures (heure allemande), sous le couvert d'obus fumigènes et des fumées d'incendies, les fantassins d'assaut allemands par groupe de quatre à six hommes traversent le fleuve à bord de radeaux, de bateaux gonflables dans les trois secteurs prédéfinis (Bellevue, Floing, Wadelincourt).
La tâche de traverser la Meuse est allouée aux trois PzD et leurs fantassins et plus particulièrement au régiment d'élite Grossdeutschland ainsi qu’au Schtz Rgt 1 et Sturmpionier Btl 43 (de la 10e PzD).
Les troupes d'assaut de la Ire PzD sur le secteur de Floing se préparent à traverser le fleuve mais, malgré les bombardements massifs, quasiment toutes les casemates françaises sont toujours opérationnelles et empêchent la première vague d’assaut de traverser la Meuse. Des canons de 88 sont installés afin de faire taire les blockhaus français (le 211 sera détruit). Les Sturmpioniers tentent une nouvelle fois la traversée mais échouent. La mort du Lt Graf von Medem permet d’identifier la position d’une mitrailleuse, de l’éliminer et d'enfin pouvoir effectuer la traversée. La 7e Cie du II/GD, suivie de la 6e Cie va ainsi pouvoir attaquer les positions Pont-Neuf et Cimetière de Torcy. Les unités suivent la direction Sedan-Donchery où elles sont à nouveau arrêtées par l'artillerie française. Mais beaucoup de batteries de soutien sont soit détruites, soit désorganisées et nécessitent leur redéploiement. C'est sur ce secteur de Glaire que le dispositif français craque. Entre deux casemates, la 305 de Glaire et la 211 de Torcy soit environ un vide de 1 800 m, une réponse plus énergique de l'artillerie aurait été nécessaire par les Français ; or les groupes d'assaut allemands du 2e bataillon Grossdeutschland progressent rapidement. Sans ordre, le IIIe Bn (Olt Korthals) attaque les blockhaus sur l’axe Sedan-Donchery et se déplace dans la zone d’attaque de la 2e PzD. Korthals décide alors de prendre à revers les casemates françaises afin de faciliter la traversée des troupes de la 2e PzD puis pousse vers Donchery.
Dans l’après-midi, la IIe PzD parvient à Donchery mais, lorsque les premiers chars s’approchent de la Meuse, l’artillerie lourde française les arrête. Des tirs de contre-batterie sont impossibles car l’artillerie divisionnaire est affectée à la 1re PzD et les 24 obusiers arrivant vers 16 heures sont à court de munitions. Cependant vers 16 h 30, quelques volontaires traversent à la nage la Meuse mais sont repoussés par les bunkers français situés à Frénois sur les coteaux de Meuse qui contiennent les assaillants allemands de la IIe PzD sur le secteur de Donchery-Bellevue. Assez rapidement, ces unités allemandes ayant traversé la Meuse entre Glaire et Torcy neutralisent les casemates en les prenant à revers. À 19 heures, les bunkers 104 et 7 bis sont pris, ce qui permet à la 2e PzD de traverser la Meuse. Avec la 8e Cie, les Allemands attaquent la colline 247 et la prennent vers 20 heures. Épuisées, les troupes du II/GD ne peuvent poursuivre vers le Bois de la Marfée, pendant que le III/GD est empêtré dans des combats de rue à Torcy, au sud de Sedan.
La 10e PzD est divisée en deux KG. Le KG 1 avec le Schtz Rgt 86 sur la droite attaque du sud de Sedan jusqu'à Balan. Le KG 2 avec le Schtz Rgt 69 attaque de Bazeilles à Pont-Maugis, ce régiment est arrêté dans sa tentative par l’artillerie française coulant une cinquantaine de canots. Cependant, un petit groupe de sapeurs du 49e Bn (Fw. Rubarth, 2e Cie) parvient à traverser la Meuse. Sous un feu très nourri, la première ligne de bunkers est prise. Une contre-attaque française cause de lourdes pertes à ce groupe. Un deuxième groupe d’assaut (Lt. Hanbauer) vient renforcer le premier. Rubarth parvient ainsi à conquérir la seule tête de pont sur la rive ouest de la Meuse entre Wadelincourt et Pont-Maugis. Hanbauer prend la casemate 220 de Wadelincourt et tente de prendre le plateau de la Prayelle.
Les Allemands ont subi quelques pertes sous la riposte française mais, après avoir subi les bombardements, les lignes de défense françaises sont complètement désorganisées et ne réagissent pas toutes avec suffisamment de vigueur. Les groupes d'assaut allemands atteignent rapidement les fortins, les casemates, et tranchées qu'ils contournent si ceux-ci résistent trop. Beaucoup de défenseurs français sont hagards et abasourdis, des casemates et points d'appui sont vite mis hors d'état de nuire, d'autres se défendent héroïquement mais manquent souvent de soutien. Les demandes de tirs de barrage de certaines sont vaines car beaucoup de liaisons téléphoniques sont coupées et, quand ce n'est pas le cas, les tirs d'artilleries de couverture, à défaut de renseignements précis, sont peu efficaces. Pour pallier la destruction des lignes téléphoniques, les fusées éclairantes demandant du soutien d'artillerie sont mal interprétées ou passent inaperçues.
La confusion est quasi générale du côté français, les tranchées reliant les casemates sont détruites, beaucoup de fantassins sont tués et blessés, les survivants tentent de combattre mais de nombreuses unités en arrière du front se sont débandées et de nombreux soldats sont faits prisonniers pendant que d'autres se défendent héroïquement,,.
Le 13 mai, un mouvement de panique engendré à la suite du rapport du capitaine Daumont a affecté, peu après 18 h (heure française), une batterie du 404e RA DCA dont les véhicules passent à toute allure devant le PC de la 55e DI (Casemate de Font-Dagot). « Des grappes d’hommes accrochées aux véhicules, ces gens affolés, hurlent que l’ennemi, avec des chars, vient d’atteindre Bulson ». Il semblerait que le mouvement de panique ait pris son origine au 169e RAP. Le capitaine Fouques, observant des explosions d’obus à quelques centaines de mètres au nord de la position des 7e et 8e batteries du régiment (Plateau de la Renardière) supposa qu’il s’agissait d’impacts de projectiles de chars. Cette information qu’il transmit par radio se répandit bien vite comme une traînée de poudre mais sous une forme tronquée. Les impacts d’obus devinrent des éclairs sortant des canons de chars allemands qui semblaient venir du plateau de la Renardière pour attaquer Bulson, en passant par Chaumont. Puis partout couraient des rumeurs : « les chars sont à Bulson », « les chars sont là », « tout le monde se replie », « les Boches arrivent ». Ces rumeurs engendrées par les unités débandées ont aussi affecté les troupes françaises placées en retrait de la ligne de front qui ne se sont pas repliées en ordre, à tel point que deux PC de division et deux PC d'artillerie lourde sont abandonnés. Des batteries d'artillerie n'ayant pas eu à subir de gros dégâts sont détruites et abandonnées par leurs servants qui s'enfuient. Peu se replient en bon ordre et quand elles le font, elles sont gênées par les unités débandées, ce qui ajoute à la confusion,.
En quelques heures de combat, tous les ouvrages de défense entre Donchery et Wadelincourt sont tombés. Dès 16 h 30, des camions de pionniers allemands ont commencé à débarquer leur matériel dans la cour d'une usine située à Floing. Des pontons sont assemblés et, à minuit, un premier pont flottant est construit à l'ouest de Sedan, près du village de Floing au bord de la Meuse, au lieu-dit Gaulier. Il peut permettre le passage de véhicules légers et de l'artillerie sur l’autre rive. Les panzers se rassemblent dans la cour de l'usine de l'Espérance,.
À 20 h 10, le Schtz Rgt 1 a sécurisé le Frénois et, après de sévères combats jusqu'à 22 h 40 environ, la colline 301 est prise au sud du Frénois avec des troupes exténuées. Durant la soirée, la 1re PzD va établir une forte tête de pont avec six bataillons sur une large part des hauteurs de la Marfée. À minuit, des unités d'assaut allemandes sont déjà au col de la Boulette à 3 km au sud de Sedan, une poche s'est créée. Quelques troupes françaises résistent dans la Marfée mais il n'y a plus de cohésion dans les lignes de défense qui sont réduites peu à peu.
Les Allemands ont établi une solide tête de pont sur la rive gauche de la Meuse en moins d'une journée. Toutefois le 13 mai au soir, aucun char allemand n'a encore traversé la Meuse mais le sous-secteur de Frénois est enfoncé.

## Tentative de contre-attaque
Au Grand Quartier Général de Vincennes, les combats de Sedan sont très mal analysés et jugés comme un banal incident local, la manœuvre Dyle-Breda occupe toujours toute l'attention. Le PC du général Gamelin apprend avec plusieurs heures de retard les événements dans le secteur de Sedan. Lorsque le généralissime se rend vers 10 h à La Ferté-sous-Jouarre au PC du général Georges, il ignore que les Allemands font subir au secteur de Sedan un bombardement aérien massif et méthodique. Même le PC de la 2e armée du général Huntzinger ne l'apprendra que dans le courant de l'après-midi, alors que les premiers fusiliers allemands franchissent la Meuse et réduisent les casemates françaises au silence. Ce n'est que vers 21 h que la GQG français apprend qu'il y a « un pépin assez sérieux » au sud de Sedan. De Chalons, la 3e DCR est appelée en renfort car le commandement français vient de se rendre compte de l'importance de « l'incident local » : si le front est percé dans le secteur de Sedan, la manœuvre Dyle-Breda devient un piège. Gamelin va s'apercevoir de l'erreur stratégique qu'il a commise avec son état-major durant la drôle de guerre en s'obstinant dans son plan d'intervention vers le nord. La manœuvre de rencontre dans le secteur de Sedan avec les meilleures unités combattantes allemandes est en cours lorsque, enfin, le général en chef français comprend qu'il est tombé dans le piège de ce que d'aucuns nomment la muleta du toréro : les Allemands ont agité un chiffon rouge au nord en attaquant dans la région de Liège pour dissimuler que le danger allait venir du sud ardennais.
À Sedan, la situation devient vite gravissime. Les réserves sont quasi inexistantes, des officiers essaient de réorganiser des unités en reprenant les fuyards en main, tandis que, à 21 h, les nouvelles du front sont confuses. Ainsi, au PC de la 2e armée les bruits les plus affolants sont colportés, certains voient déjà les chars sur la rive gauche alors qu'il ne passeront la Meuse qu'à six heures du matin. Une contre-attaque est décidée à l'aube du 14 mai, mais pendant ce temps les blindés de Guderian commencent à passer sur la rive gauche de la Meuse. S'y implantant solidement, ils disloquent vite le dispositif français à la jonction des armées Corap et Huntziger et l'enfoncent de plusieurs kilomètres. Le général Huntziger va alors prendre une décision surprenante ; en effet, en plein combat dans la nuit du 13 au 14 mai, il va déménager son PC. de Senuc au fort de Landrecourt au sud de Verdun.
À part quelques résistances éparses et héroïques, la 55e division n'a plus de cohésion, ayant subi beaucoup de pertes humaines tant au combat que par défection. La 71e division n'est guère en meilleur état et les unités d'infanterie, démoralisées, refluent dans un désordre qui ne permet pas de reformer des unités sur une seconde ligne de résistance solide. Seules quelques sections voire des compagnies reprises en main par des chefs valeureux s'apprêtent à résister, mais le combat face aux unités allemandes aguerries est une mission de sacrifice,.
Toute l'aviation de bombardement française est, dès le début de la matinée du 14, mobilisée pour détruire les ponts de bateaux établis dans la nuit par l'ennemi sur la Meuse de Sedan : à Gaulier où passent déjà depuis l'aube les chars de la 1re Panzer, à Donchery et Wadelincourt où s'achèvent les ponts de bateaux où passeront la 2e et la 10e Panzer. Neuf Breguet d'assaut du II/54 partent à 9 h 30 bombarder le « quadrilatère Bazeilles, Sedan et la voie ferrée au sud de la Meuse ». Puis vers 12 h 30 cinq Léo 45 des GB I/12 et II/12 effectuent la mission et perdent un appareil. Au même moment les quatre groupes de bombardement de nuit I/34, II/34, I/38 et II/38, équipé des vieux Amiot 143 peint en marron foncé, font partir dix-huit équipages, non pas pour bombarder les ponts de bateaux comme prévu le matin, mais « la zone Sedan, Givonne, Bazeilles » par suite d'une information affirmant que ce bombardement est devenu inutile puisque « les ponts de bateaux étaient démolis », information fausse. Seuls dix Amiot 143 effectueront complètement la mission, six du GB II/38 et quatre du GB I/34. Ce sont les avions du capitaine Destannes, du capitaine de Contenson, du lieutenant Christophe, du lieutenant Marey, du lieutenant Jean et du lieutenant Jeanne pour le GB lI/38, les avions du commandant de Laubier, du lieutenant Foucher, du lieutenant Marie et du capitaine Véron pour le GB I/34. L’appareil du commandant de Laubier, chef du GB I/34, sera abattu par la Flak postée aux abords du pont de Gaulier. Cette « mission de sacrifice » ne servira à rien par suite de ce malencontreux changement de l'objectif à atteindre et du comportement non conforme aux ordres donnés dans la plupart des unités. Le total des pertes d'aviateurs français ce jour-là est de trois officiers et de deux sous-officiers. Enfin, à la nuit tombée, six Farman des GB I/15 et II/15 lâchent leur bombes au-dessus de Sedan.
Les Français tentent de se regrouper aux abords du village de Chéhéry dans la vallée de la Bar. À 7 h, une reconnaissance aérienne allemande identifie des chars français au sud de Chéhéry qui monte en ligne, traversant la vallée de la Bar, via les hauteurs de Bulson, vers le bois de la Marfée. Immédiatement, Guderian envoie la seule formation de chars disponible (4/PzRgt 2, Olt. Krajewski) reçoit l’ordre d’attaquer en direction de Bulson, et repousser les chars français. La contre-attaque est menée par un bataillon de chars de reconnaissance français, en majorité des FCM 36. À 8 h 45, la compagnie de chars allemande parvient aux hauteurs de Bulson, opposée à une faible résistance. Lorsque les Français aperçoivent les chars allemands, ils se retirent de Bulson. Krajewski traverse Bulson et, lorsqu’il parvient aux hauteurs au sud-ouest, ses chars sont pris à partie par des canons antichars français. La 4/pzRgt 2 rencontre en fait deux compagnies de chars françaises et de l’infanterie équipée de canons antichar. Les chars allemands se positionnent entre les collines 320 et 322 et commencent à ouvrir le feu sur les FCM 36 français. Mais l’artillerie française ouvre le feu et détruit tous les chars allemands sauf un. Vers 9 h 15, la 2/PzRgt 2 (V.Grolman) arrive et stoppe la contre-attaque française.
À 13 h, une troisième compagnie de chars et des éléments de la Grossdeutschland arrivent et débutent une contre-attaque dans le bois Rond-Caillau, appuyés par des éléments du Pz.Jg.Abt 37. Au même moment, le Kpfgr Beck-Broichsitter avance en direction de Chéhéry et entre en contact avec les troupes françaises 3 km avant Chéhéry. 13 chars français et de l’infanterie sont identifiés. Une barrière de six canons antichars de 37 mm est formée et parvient à stopper, au début, les Français. Mais les canons allemands de 37 mm sont assez peu efficaces face aux chars FCM 36 et ces derniers tentent de déborder leurs positions. Certains chars entrent dans Connage pendant que de l’infanterie attaque du sud-est. À 9 h 15, deux compagnies du Sturmpionnier Btl 43 arrivent et s’opposent à l’infanterie française.
Enfin, à 9 h 45, la 8e compagnie du pzRgt 2 (Olt. von Kleist) arrive et repousse les chars français pendant que les sturmpioniers font reculer l’infanterie française vers Chéhéry, dans la forêt de Naumont. Les renforts arrivent unité après unité. Les canons antichars allemands s’installent sur les hauteurs de Bulson avec des canons de 88 et ouvrent le feu sur les cibles françaises. Vers 12 h, 30 chars français sont détruits et Chéhéry est prise.
À 12 h 30, des éléments du PzRgt 2 se tournent vers l’ouest et rejoignent le canal des Ardennes à Malmy. À 14 h 30 le GD arrive à la bordure sud du bois et avance en direction de Maisoncelle-et-Villers. Le régiment s’installe en fin de journée au sud et à l’ouest d’Artaise. Il doit rejeter une éventuelle autre attaque blindée française. Le PzRgt 1 traverse la Meuse vers 10 h et va sur Vendresse (ouest de Malmy). Il sera stoppé par de l’artillerie antichar française de 25 mm. Plusieurs contre-attaques avec chars sont rejetées.
La tête de pont allemande prend désormais forme, des unités de reconnaissance allemandes trouvent deux ponts intacts sur le canal des Ardennes, près d'Omicourt et de Malmy. Guderian envoie immédiatement des chars et des unités motorisées qui filent plein ouest vers la mer du Nord.
La progression allemande n'est pas stoppée. Les troupes françaises reculent, la contre-attaque est avortée. Le front se perce à la limite des 2e et 9e armée.
La percée de Sedan va totalement déstabiliser le front ; en effet, le général Corap n'ayant plus de liaison vers Sedan, débordé au nord et menacé au centre, ordonne un repli précipité sur la frontière française. l'ordre de repli va dégarnir la 1re armée qui résiste en Belgique et oblige celle-ci à abandonner ses positions sur la trouée de Gembloux le 15 mai pour se replier sur la rive gauche de l'Escaut,. À partir de ce moment, la percée du secteur de Sedan est patente, le front du GA no 1 se disloque,.
Dans des sursauts d'agonie, quelques unités vont essayer de stopper sans succès l'avance de la 1re Panzerdivision allemande à La Horgne et Bouvellemont. Le 15 mai, au sud de Sedan dans le secteur de Stonne, Tannay, Sy des chars lourds B1 montent en ligne ainsi que des fantassins français, dont beaucoup de troupes coloniales. Au cours de ces combats, la 3e DIM, Général Bertin-Boussu, et le 6e GRDI, Lieutenant Colonel Alfred Dufour, s'illustreront tout particulièrement. Le but est de reprendre Stonne et de là entamer une contre-attaque vers le nord sur le flanc gauche des unités allemandes. Stonne changera dix-sept fois de main mais la véritable contre-attaque ne sera jamais réellement lancée. Les blindés de la 3e DCr affrontent d'abord la 10e Panzerdivision et le régiment Großdeutschland (dont la majorité des troupes engagées furent perdues) mais ne parviennent pas à repousser les Allemands sur la Meuse et la trouée reste ouverte. Les troupes françaises réussissent cependant à stabiliser la partie sud du front pendant 10 jours au prix de furieux combats. Engagée par petits paquets, la 3e D.C.r perd graduellement toute valeur stratégique malgré le courage de ses soldats.

## La débâcle
Du 10 au 14 mai, en 4 jours de combats après avoir combiné les actions aéroportées, blindées et de bombardement, le GA de von Bock contraint les forces hollandaises à déposer les armes. La 7e armée de Giraud n'a même pas pu leur porter secours et se retrouve engagée à la frontière hollandaise. Dans le même temps l'armée belge subit les combats le long du canal Albert et de la Meuse et le fort d'Ében-Émael est pris par des commandos aéroportés au bout de 24 h de combats grâce à l'utilisation d'un explosif inconnu des alliés, les charges creuses, auxquelles les blindages et le béton armé ne résistent pas. Dans le même temps aussi, les corps blindés du général Erich Hoepner (2e Panzerdivision) s'emparent de Maastricht et des rives de la Meuse hollandaise. En moins de 24 h, la situation est compromise alors que les unités françaises et anglaises ne sont pas encore installées solidement. Les Belges sont tournés sur leur gauche par la défection de l'armée hollandaise qui, avant de se rendre, a fait retraite précipitamment vers son réduit national de Zélande. Le roi des Belges ayant placé son armée sous les ordres du commandant en chef Gamelin, sacré généralissime allié, fait-il reculer son armée sur la Meuse, pour s'aligner sur les franco-anglais. C'est d'autant plus nécessaire que ceux-ci sont percés sur ce fleuve.
Dès le 11 mai les corps de cavalerie du général René Prioux 2e et 3e DLM sont déjà au contact des Allemands au sud de la Belgique et il en fait part au général Billotte. Malgré cela la manœuvre continue. Les Anglais se positionnent sur la Dyle où les Belges vont les rejoindre, tandis que la 1re armée française se positionne à Gembloux. Les Français stoppent provisoirement les panzers, dans deux batailles engageant les division blindées françaises: l'une commandée par le général Bruneau avec la 1re division cuirassée, la Bataille de Flavion, au sud de Namur et la Bataille de Hannut par le général Prioux, au sud-est de Bruxelles. En même temps, l'ordre est donné aux Belges d'aligner leurs positions sur celles des alliés franco-anglais en vue de mener, sur la Dyle, ce que l'on espère être une bataille d'arrêt décisive. Mais la percée du front, le 15 mai, qui se révèle irréversible dans le secteur de Sedan, va faire éclater tout le dispositif allié. La lenteur dans la coordination fait place aux initiatives isolées. Ainsi, le Gal Corap décroche de son secteur, entraînant l'abandon de Namur par les Belges surpris de se retrouver isolés, puis l'abandon de Gembloux par le général Blanchard qui laisse ouverte la route de Bruxelles. Cette ville est un nœud routier important pour les alliés et ses ponts et carrefours sont bombardés par la Luftwaffe.
Pendant ce temps, le groupement d'armée no 1, et notamment toutes ses meilleures unités, est engagé au nord, en Belgique, et la percée de Sedan va le prendre au piège avec les armées franco-anglo-belges. Le plus grave c'est qu'il n'y a pas vraiment d'armée de réserve car Gamelin l'a engagée dès le 10 mai dans la manœuvre Dyle avec son prolongement vers la Hollande. Déjà, elle se trouve près de la frontière hollandaise quand la percée de Sedan est patente. Elle reçoit l'ordre de Gamelin de se replier sur la Somme, mais cette manœuvre précipitée va mêler les divisions françaises en retraite aux forces alliées de Belgique, provoquant des cisaillements dans leur dispositif ce qui entraîne une confusion qui compromet les chances franco-anglo-belges.
Pendant ce temps une partie des unités blindées allemandes qui ont percé le front à Sedan se dirigent vers l'estuaire de la Somme dans une progression foudroyante qui effraie même l'état-major allemand qui s'attend à des contre-attaques sur le flanc gauche, car un long couloir large de 100 km à 40 km s'étend de Sedan en direction de l'estuaire de la Somme. Mais Guderian profite de la surprise et de la confusion créées par sa tactique et ne s'arrête pas. Le 17 mai, une contre-attaque limitée à Montcornet sera lancée par la 4e division cuirassée de réserve commandée par le colonel Charles de Gaulle (Bataille de Montcornet). Toutefois, ce succès localisé, répété ensuite à proximité d'Abbeville avec la 1re division blindée britannique (Bataille d'Abbeville), n'est pas suffisant pour contrarier les plans allemands qui veulent isoler les armées alliées du nord.
Entre-temps, les Belges ont dû abandonner la Dyle après trois jours de combats. Pour l'armée belge comme pour l'armée anglaise qui n'ont pas la capacité manœuvrière de l'armée allemande, il s'agit d'essayer de se reprendre plus à l'ouest en espérant encore pouvoir s'aligner sur l'armée française. Celle-ci, en plein recul après avoir été percée sur la Meuse, a laissé, se créer la trouée de Gembloux qui entraîne une nouvelle percée dans le front nord des alliés condamnés à un recul précipité qui a livré Bruxelles aux Allemands dès le 15 mai. Mais, pour les Belges, l'épuisement des stocks de munitions menace, notamment pour l'artillerie que l'on s'accorde à considérer comme excellente, mais qui commence à voir venir la pénurie de munitions après la débauche de tirs de barrage qu'il lui a fallu dépenser en face d'une armée allemande supérieure sur tous les plans. C'est alors que, le 19 mai, le généralissime français Gamelin sort de sa torpeur et décide une manœuvre en tenaille dont l'attaque principale doit être assurée par les Français depuis Arras avec le concours des Anglais. Mais Gamelin est limogé le soir même avant que sa décision ne soit effective et il est remplacé par le général Weygand. Celui-ci doit prendre connaissance de la situation et chercher à prévenir de la manœuvre les Belges et les Anglais qui sont isolés par rapport au front sud. À la dislocation du front va s'ajouter la lenteur et l'incertitude des chefs sur le terrain quant à la tactique à utiliser, à un moment où les Alliés ne peuvent se permettre la confusion. Les Allemands eux ne tergiversent pas, le 20 mai les avant-gardes allemandes atteignent Abbeville et l'embouchure de la Somme, les meilleures unités alliées, coupées de leur état-major, sont désormais prises au piège dans une énorme poche. Le 21 mai Weygand reprend finalement le plan Gamelin ordonnant au G.A no 1 de descendre au sud et à la 7e armée reconstituée sur la Somme de remonter au nord. Cependant avant d'agir, il veut rencontrer les Alliés belges et anglais avec le général français Billotte. Mais ce changement de commandant en chef et la nécessité de consulter les alliés retardent la mise au point de la manœuvre. Une conférence a lieu entre Weygand, le roi des Belges et le général français Billotte qui commande au nord. Mais Lord Gort est introuvable et le général Billotte se tue dans un accident de voiture au retour de la rencontre. Dès lors, la contre-attaque en tenaille décidée avec les Français au sud et les Franco-Belges au nord est gravement compromise. Les Allemands du G.A/A poursuivent leur progression, renforcent leurs positions et commencent à remonter vers le nord pour réduire la zone alliée. Les chances, pour les alliés, de s'échapper de celle-ci se réduisent et, le 25 mai, Lord Gort décide de manière unilatérale le repli de son corps expéditionnaire sur Dunkerque, abandonnant la droite de l'armée belge sur ordre de Londres, comme il s'en est justifié plus tard. À ce sujet, l'attaché militaire anglais auprès du roi des Belges sir Roger Keyes rapporte une parole de Gort qui peut être considérée comme une phrase historique : « Les Belges nous prennent-ils pour de vrais salauds ? ». Mais les Anglais préparent leur rembarquement depuis plusieurs jours sans prévenir. Même l'amiral français Abrial, commandant la place de Dunkerque ignore encore le plan anglais de rembarquement.
Les Belges, après avoir étendu leur front sur leur droite pour remplacer les Anglais, résistent cinq jours à la bataille de la Lys pendant laquelle des troupes allemandes se livrent à des représailles sur la population (massacre de Vinkt). C'est la seule vraie bataille d'arrêt de grande envergure de toute la campagne des armées alliées du nord. Mais le 28 mai, le roi des Belges Léopold III ordonne la reddition de son armée abandonnée par les Anglais et à bout de force et de munitions. Elle aura résisté à des forces supérieures après une campagne de 18 jours. Deux jours plus tôt, le roi en a prévenu le général français Blanchard, remplaçant Billotte, par un message capté par les services d'écoute de l'armée française du colonel Thierry. Sans doute, dans la confusion, ce message ne sera-t-il pas transmis en haut lieu, d'où la légende d'une défection belge impromptue répandue par les milieux politiques, et notamment par le premier ministre français Paul Reynaud, légende toujours vivace longtemps après. D'autre part, l'attaché militaire anglais, sir Roger Keyes, a témoigné que le roi Léopold avait aussi prévenu le roi d'Angleterre en personne par un message que Keyes lui-même a fait transmettre par porteur dès le 25. Or, le 27 mai, à Cassel, s'est tenue une conférence franco-anglaise dont les Belges ont été exclus et c'est au cours de celle-ci que l'amiral français Abrial, commandant la place de Dunkerque, apprend pour la première fois que le rembarquement anglais est en cours d'organisation depuis plusieurs jours. Les Français sont priés de défendre la zone de Dunkerque avec promesse de sauver le plus possible de leurs troupes en même temps que les troupes anglaises. Rien n'est prévu pour les Belges qui se battent sur la Lys et comprennent qu'ils sont abandonnés et vont être tournés par leur droite sans retraite possible. Rien n'étant prévu pour eux, la situation aboutit à la reddition belge, quand le roi doit bien constater l'effondrement progressif de son armée menacée par la pénurie de munitions et alors que, dans la zone même des combats, 2 millions de réfugiés subissent les bombardements de l'aviation allemande et qu'un massacre a été commis sur des villageois à Vinkt.
En conséquence de la décision anglaise d'abandonner la lutte sur le continent, il ne reste à Weygand, placé devant le fait accompli, qu'à se résoudre à ordonner au GA no 1 de se replier aussi sur Dunkerque et à participer à l'opération Dynamo abandonnant le matériel de 18 divisions franco-britanniques et 1 million de prisonniers français et anglais, en plus de tout ce qui reste de l'armée belge, près de 500 000 hommes. En à peine plus de deux semaines de combat, les Alliés ont un genou à terre et sont au bord du KO.
Un miracle comme celui de la bataille de la Marne en 1914 n'aura pas lieu, c'est plutôt l'esprit de la bataille de Sedan en 1870 qui a prévalu durant ces trois semaines de batailles. Ensuite, exécutant le plan Fall Rot les Allemands vont déferler sur la France bousculant la ligne de défense mis en place par Weygand qui va de l'embouchure de la Somme jusqu’à Vouziers dans les Ardennes. Le mal était patent depuis la percée de Sedan car aucune contre-attaque d'envergure n'avait été tentée depuis le percement du front à Sedan. Les Alliés n'ont réagi que sporadiquement et dans de nombreuses situations les combattants ont combattu vaillamment en stoppant parfois les Allemands, mais la débâcle avait déjà fait son œuvre. Tout va s'effondrer non seulement militairement mais aussi pour les autorités administratives et sociales qui précèdent parfois leurs administrés dans leur fuite. Pour la France, la guerre va encore continuer quelques semaines, mais le pays est complètement désorganisé. Quasiment 8 millions de réfugiés errent sur les routes venant de sud de la Hollande, de Belgique - où le souvenir des atrocités allemandes de 1914 est encore vivace- et du nord de la France. Ces masses en panique encombrent les routes et les gares, prenant d'assaut les rares trains. Cela retarde l'avance des divisions constituées. Elles vont d'ailleurs être balayées par la Wehrmacht. C'est non seulement une défaite mais le délitement de la nation française, car il n'y a bientôt plus d'autorité civile au nord de la Loire.

## Les conséquences de la percée de Sedan
La percée allemande, dite percée de Sedan, s'est effectuée en fait sur un front qui va de Sedan au sud à Dinant au nord, avec notamment comme points de passage principaux sur la Meuse de Dinant et Monthermé. Toutefois c'est sur le secteur de Sedan (bois de la Marfée) que les Allemands ont concentré leurs forces de pénétration. Cette opération n'était que l'élément essentiel d'un plan d'ensemble qui a remarquablement fonctionné et, surtout a créé une confusion et un manque de réaction rapide des Alliés. Cette défaite s'explique aussi par la faute stratégique de l'état-major français (généraux Gamelin et Georges), d'avancer les meilleures troupes en Belgique, vers les Pays-Bas, à la rencontre de l'aile nord de la Wehrmacht sans avoir voulu admettre que les régiments allemands les plus offensifs vont attaquer au sud. L'essentiel de l'offensive allemande se concentre donc sur le point le plus faible du dispositif français, dans le secteur des Ardennes tenu par de faibles troupes d'infanterie à la valeur combative incertaine. Elles sont très mal équipées et installées dans des fortifications de campagne inachevées, alors qu'elles vont devoir faire face aux meilleures unités allemandes. Des reconnaissances aériennes alliées avaient pourtant repéré les importants mouvements des unités allemandes à travers l'Eifel et le Luxembourg dès le 10 mai au petit matin, ce qui confirmait les avertissements venus de Belgique dès janvier et les renseignements des attachés militaires en Allemagne et de l'attaché militaire français en Suisse.
La surprise de la percée de Sedan surgissant de l'Ardenne belge n'aurait donc pas dû en être une, surtout après la courageuse offensive de retardement des chars légers français du général Huntziger face aux lourds blindés allemands et aussi après les trois jours de résistance belge des Chasseurs ardennais en application du plan français qui prévoyait d'aligner les armées française et belge sur la Meuse le troisième jour de l'attaque allemande, ce qui fut fait. Mais l'usage dispersé des divisions cuirassées françaises mal soutenues par l'aviation lors des contre-attaques, expliquent que les effets de cette faute stratégique initiale n'aient pas pu être corrigés et la brèche « colmatée », d'autant que les meilleurs régiments français étaient lancés vers la Hollande dans un mouvement sud-nord qui laissait le front de la Meuse mal pourvu en troupes d'infanterie française. La doctrine de l'état-major français était fondée sur la défensive version 1914-1918 et aucune leçon n'avait été tirée du début du conflit en Pologne en septembre 1939. Pendant plusieurs mois, les belligérants s'étaient regardés, l'arme au pied, ce qui avait permis aux Allemands de reconstituer leurs stocks d'armements et d’entraîner au maximum leur unités après les pertes de la campagne de Pologne tandis que le haut commandement français laissait ses troupes sans objectif ni entrainement poussé.
Toutefois les Français ont eux aussi profité de cette période pour compléter leur armement et constituer quelques divisions blindées. Il en est de même pour les Belges qui, depuis septembre 1939, n'ont pas été en guerre contre l'Allemagne, mais mobilisés sur pied de guerre tout le long de près de 500 km de frontières depuis les Pays-Bas jusqu'à la France. Ce qui leur a donné le temps d'améliorer leurs défenses, tandis que les Anglais, qui n'avaient débarqué qu'une division en septembre 1939, n'ont cessé depuis de renforcer leurs effectifs. Mais tout cela ne fera pas évoluer la conception stratégique des états majors. Aussi, la tactique utilisée par les Allemands, dite Blitzkrieg va-t-elle surprendre les alliés et bouleverser leurs armées lorsque cette période, appelée la « drôle de guerre », va brutalement cesser le 10 mai 1940. La tactique du blitzkrieg utilisée par les Allemands leur donne un avantage décisif : c'est l'utilisation combinée des chars de combat et de l'aviation comme fer de lance dans un secteur puis l'exploitation de la confusion et de la surprise ainsi créées qui permet de remporter la décision. Cette tactique était vitale pour les Allemands selon K.J Müller car l'offensive en Pologne a largement entamé les réserves, et certains généraux allemands se méfient de la France qui est à l'époque une des premières puissances militaires mondiales. Les équipements des divisions allemandes attaquant le 10 mai sont remarquables mais le gros des troupes est à l'instar des divisions de série B françaises, mal équipés et utilisant largement la traction hippomobile. La drôle de guerre a aussi permis aux divisions de panzer de se réorganiser et de gommer les erreurs tactiques.
Certains historiens pensent que la France avait ses chances dans une guerre longue, les effectifs en hommes étant équilibrés et de valeur égale et la qualité des matériels étant de valeurs équivalentes. Mais, mal employées face à des Allemands qui ont exploité à merveille la ruse du plan jaune, les armées françaises vont subir la plus grande défaite de leur histoire et un effondrement sans précédent.
Les pertes humaines françaises sont considérables, car en un peu plus d'un mois de guerre effective plus de 60 000 combattants seront tués, plus de 100 000 prisonniers et plus de 200 000 blessés. Cela démontre que malgré la débâcle les Français se sont défendus et battus avec acharnement. En effet, ces chiffres dépassent les pertes mensuelles les plus sanglantes pendant la Première guerre. Les Allemands perdront près de 55 000 hommes. Cependant, certains vont douter que l'armée française et l'État aient pu sombrer aussi facilement. L'éminent historien Marc Bloch professeur à la Sorbonne, mobilisé pendant ces heures sombres, va même parler de « l'étrange défaite » dans son ouvrage éponyme. À travers son expérience personnelle, il y dénonce la sclérose des élites militaires et civiles. Il décrit de façon lucide, dès juillet 1940, dans un procès-verbal les raisons de la défaite. Toutes les institutions de la nation y sont critiquées, et en particulier l'institution militaire qui n'a pas su évoluer avec son temps en incorporant les nouvelles techniques et tactiques.
Toutefois, la France, bien qu'ayant été victorieuse lors de la Première Guerre mondiale, avait subi l'essentiel des dégâts de la guerre sur ses territoires du nord et de l'est. Les pertes humaines l'ont privée quasiment d'une génération d'hommes en perdant 1 800 000 combattants (tués ou disparus), soit 10 % de sa population active masculine. En outre, les bassins industriels et miniers du nord et de l'est ont subi beaucoup de destructions. Pendant l'entre-deux-guerres, le pays est traumatisé et sort très affaibli de la grande guerre, l'opinion générale se dit « plus jamais ça », le sentiment pacifiste est quasi-général. Les politiques comme Aristide Briand suivent l'opinion, les militaires se souviennent aussi des pertes humaines et adoptent plutôt une doctrine défensive et la tactique militaire n'évolue pas assez, bien que l'industrie lui fournisse des armements modernes. En résumé la France est entrée en guerre avec des outils de la 2e guerre mais avec la tactique de la 1re guerre. Par contre l'Allemagne n'a pas accepté la défaite et surtout les conséquences du traité de Versailles qui va engendrer un sentiment de revanche. Les Allemands n'ont subi aucun dégât sur leur sol et n'ont pas été envahis, les troupes rentrent avec leur armement, la défaite est surtout due aux remous politiques internes et aussi à l'affaiblissement économique qui entraînèrent la demande d'armistice militaire. L'après-guerre en Allemagne sera incertain politiquement et économiquement, cela va engendrer un régime politique totalitaire.
La France ne mettra pas à profit sa victoire partagée avec les Alliés ; affaiblie, la IIIe République n'a pas su préparer le pays à un bouleversement annoncé avec la montée des dictatures allemande, soviétique, italienne et espagnole. Max Gallo la qualifie de modèle illustrant « l'incapacité de toute une classe politique à saisir la nouvelle donne qui change le jeu du monde ». Il pense que Briand (né en 1862), comme Pétain (né en 1856), étaient des hommes, nés sous le Second Empire, qui n'ont pas eu à « passer le témoin à des hommes » plus jeunes — morts dans les tranchées de 14-18 — et ils « tenaient encore la barre » dans les années 1930 et 1940. Finalement de « trop vieux capitaines pour une mer déchaînée. Elle les a engloutis ».
Près de 70 ans plus tôt, Sedan avait été le théâtre d'opérations militaires décisives pour les Allemands. Lors de la bataille de Sedan du 31 août au 1er septembre 1870, une coalition des États allemands avait mis en déroute l'armée française précipitant la chute du Second Empire et l'avènement de la Troisième République. Ce 13 mai 1940, bien que le front fut plus étendu, l'effort principal de l'armée allemande s'est concentré sur le secteur de Sedan. Cette bataille fut aussi décisive et est restée dans l'histoire comme la percée de Sedan. Le seul nom de la ville va être synonyme de défaite et de honte pour beaucoup de Français de cette époque. Une nouvelle fois, la ville de Sedan va être à l'origine de l'agonie d'un régime politique qui sera aboli de fait le 10 juillet 1940 par l'Assemblée nationale (Chambre des députés et Sénat réunis) qui donna les pleins pouvoirs au maréchal Pétain. Ce dernier demande un armistice qui est signé le 22 juin 1940 dans la clairière de Rethondes et donne naissance au régime de Vichy.
La France est le seul des pays vaincus dont le gouvernement a traité avec l'ennemi. Car si les armées des Belges et des Hollandais ont été également vaincues, leurs gouvernements se sont réfugiés à Londres pour continuer la guerre avec ce qui leur restaient de force, notamment les aviateurs pendant la bataille d'Angleterre au-dessus de Londres, et aussi dans les colonies.
Il a fallu la foi d'une poignée de Français libres, d'abord au-dessus de Londres, malgré les condamnations du gouvernement de Vichy, groupés derrière le général de Gaulle pour réinstaller la France parmi les alliés, surtout après les ralliements de l'Empire et les débuts de la résistance.

### Sources et bibliographie
Ouvrages
- Karl-Heinz Frieser (trad. de l'allemand par Nicole Thiers), Le mythe de la guerre-éclair : la campagne de l'Ouest de 1940 [« Blitzkrieg-Legende : der Westfeldzug 1940 »], Paris, Belin, coll. « Alpha », 2015 (1re éd. 2003), 775 p. (ISBN 978-2-7011-9628-2, présentation en ligne).
- Alistair Horne (trad. de l'anglais par René Jouan et Françoise Arnaud-Demir, préf. Françoise Arnaud-Demir), Comment perdre une bataille : mai 1940 [« To lose a battle »], Paris, Éditions Tallandier, coll. « Texto : le goût de l'histoire », 2010 (1re éd. 1969, Presses de la Cité), 477 p. (ISBN 978-2-84734-657-2, présentation en ligne).
- Gérald Dardart, Glaire, Vilette et Iges sur le boulevard des invasions, ville de Glaire éditeur.
- Frénois Animation et son groupe Racines, Guerres et Misères, « Il était une fois Frénois », juin 1991, Service reprographique de la ville de Sedan.
- Claude Gounelle, Sedan Mai 40, Presse de la Cité, 1980.
- Paul Berben et Bernard Iselin, Les panzers passent la Meuse, Laffont, 1967 et Éditions J'ai lu Leur aventure N°A209.
- Général Yves Lafontaine, La Bataille de Sedan. 10-14 mai 1940, éditions de Fallois, 2020.

Articles
- général Delmas, « Les trois premières semaines de guerre », Historia spécial no 5 mai-juin 1990.
- « Le Printemps de La défaite 10 mai-25 juin 1940 », Historia spécial no 5 mai-juin 1990.
- Daniel Laurent et Alain Adam, « Mai 1940 : La débandade ? ».
- Henri de Wailly, « Abbeville mai 1940 : Comment de Gaulle perd une bataille malgré ses chars », Historia (Historama), no 579,‎ mars 1995, p. 14-20
- Éric Roussel, « La campagne de France - 1940 : Une débâcle sans précédent », Historia (Historama), no 579,‎ mars 1995, p. 6-120
- Philippe Masson, « Un allemand juge l’armée française de 1940 : entretien avec Alphonse Von Kageneck », Historia (Historama), no 579,‎ mars 1995, p. 24-25

Documents
- Le 18e Jour, colonel Remy, pages 348-349, éd. France Empire, Paris 1976.
- Les Relations militaires franco-belges, 1936-1940, CNRS, Paris 1968.
- Situation des troupes du 21 août 1939 au 5 juin 1940, Service historique des armées.